# Marabia (Stadtteil)
Marabia ist ein historischer Stadtteil der osttimoresischen Landeshauptstadt Dili.

## Geographie
Marabia liegt im Nordwesten der Aldeia Marabia (Sucos Lahane Oriental, Verwaltungsamt Nain Feto, Gemeinde Dili).
Im Westen grenzt Marabia an das Vale de Lahane, im Nordwesten, jenseits der Rua de Taibesi, der Stadtteil Quintal Arbiro und im Nordosten trennt der 1889 angelegte Chinesische Friedhof von Dili und die Rua de Ai Turi Laran Marabia vom Stadtteil Taibesi. Im Südosten befindet sich der Stadtteil Mota Ulun und im Süden erheben sich die Ausläufer des Foho Marabia, an dessen Hängen die Besiedlung abnimmt.

## Geschichte
Am 10. Juni 1980 griffen FALINTIL-Einheiten den Fernsehsender in Marabia, und andere strategische Orte am Rande der Hauptstadt Dili an. Es war der erste größere Angriff gegen die indonesischen Besatzer seit der fast völligen Zerschlagung der Widerstandsbewegung im Jahre 1978. Das indonesische Militär tötete als Reaktion darauf über 100 Menschen und folterte oder verbannte Angehörige von Widerstandskämpfern auf die als Gefängnisinsel benutzte Insel Atauro.